# 绛州城遗址
绛州城遗址，位于中国山西省运城市新绛县县城龙兴镇。已列为新绛县文物保护单位。

## 保护
1995年12月，绛州城遗址公布为新绛县文物保护单位。